# Ямантау
Яманта́у (на башкирски: Яман тау; букв. „лоша планина“) е най-високата точка в южната част на планината Урал в Башкортостан, Русия. Част е от верига, дълга 5 km и широка 3 km и имаща два основни върха – Голям Ямантау (1640 m) и Малък Ямантау (1510 m). Попада в територията на Южноуралския резерват. На около 7 km западно се намира затвореният военен град Межгорие.

## Име
Името Ямантау на башкирски език означава „лоша планина“ или „зла планина“. Според някои версии това е, защото на Ямантау има каменни реки и често времето е заоблачено, така че превеждането на животни оттук е много затруднено. Други версии разказват за коне, които умират, прекосявайки Ямантау и за мечки, които бродят по склоновете ѝ.

## Климат
Снегът се задържа в Ямантау близо 180 – 205 дни в годината. Средните годишни валежи възлизат на 700 – 1100 mm. Средната зимна температура е около -17 °C, а средната лятна е около 9 °C.

## Военен комплекс
Според американски източници, позоваващи се на спътникови снимки от 1990-те, в недрата на Ямантау е разположен грандиозен военен комплекс, тъй като снимките показват големи изкопни работи. Данни за него съществуват от 1970-те години. Смята се, че може да подслони до 30 000 души. В края на 1970-те близо до Ямантау е основан военният град Межгорие, а до него са построени обслужващи секретни комплекси. Изградена е и жп линия, обслужваща комплекса. Руското правителство е представило няколко различни отговора относно дейността на това място – че е рудник, склад за хранителни стоки и убежище за държавни ръководители в случай на ядрена война. През 1996 г. Министерството на отбраната на Русия съобщава, че няма намерения да информира чужди медии за съоръжения, които засилват сигурността на Русия. Има спекулации, че комплексът е част от системата за ответен ядрен удар Периметър и даже, че там може да се съхранява ядрено оръжие, произведено в близкия затворен град Снежинск.